# Evening Citizen
The Evening Citizen, (mot à mot : le Citoyen du soir) est le titre de l'édition du soir du quotidien The Glasgow Citizen, fondé en 1842 par James Hedderwick. Publié pour la première fois en août 1864, il est l'un des trois premiers journaux du soir à être imprimé, publié et vendu dans la région de Glasgow en Écosse. Les deux journaux ont été fondés par James Hedderwick.

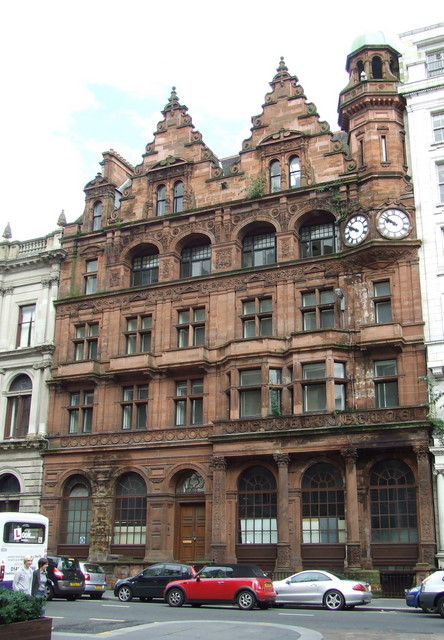
L'immeuble du Glasgow Citizen (Citizen Building), St Vincent Place à Glasgow.

En 1889, l'Evening Citizen s'installe au 24 St Vincent Place, au centre-ville, dans l'un des premiers bâtiments de Glasgow construit en grès rouge. L'immeuble est édifié la même année pour accueillir les presses et les bureaux.
À un moment donné, le journal devient la propriété de George Outram & Co., éditeurs du Glasgow Herald et de l'Evening Times. On ne sait pas si Outram éditait le journal ou s'il possédait seulement les droits sur le nom de l'entreprise, mais lorsque Lord Beaverbrook arrive à Glasgow pour y installer une imprimerie et publier à partir de 1928 le Scottish Daily Express et le Scottish Sunday Express, il conclut également un accord avec Outrams pour publier l'Evening Citizen, Outrams conservant 49 % des parts du journal et Beaverbrook Newspapers Ltd  51 % des parts et un contrôle total.
Lorsque Beaverbrook cesse d'imprimer au 159 Albion Street, Glasgow en 1974, il cesse également la publication de l'Evening Citizen et George Outram & Co redevient propriétaire à part entière du titre. Pendant une période, l'Evening Times d'Outram publie une ligne indiquant l'« incorporation de l'Evening Cizizen », mais cette déclaration disparaît par la suite,,.